# Ma’an (sockenhuvudort i Kina, Hubei Sheng, lat 30,61, long 113,87)
Ma'an (kinesiska: 马鞍, 马鞍乡) är en sockenhuvudort i Kina. Den ligger i provinsen Hubei, i den centrala delen av landet, omkring 40 kilometer väster om provinshuvudstaden Wuhan. Antalet invånare är 27 965. Befolkningen består av 13 643 kvinnor och 14 322 män. Barn under 15 år utgör 12,0 %, vuxna 15-64 år 76 %, och äldre över 65 år 10,0 %.
Runt Ma'an är det mycket tätbefolkat, med 1 095 invånare per kvadratkilometer. Närmaste större samhälle är Xiannüshan, 5,5 km nordväst om Ma'an. Trakten runt Ma'an består till största delen av jordbruksmark.
Genomsnittlig årsnederbörd är 1 441 millimeter. Den regnigaste månaden är juli, med i genomsnitt 203 mm nederbörd, och den torraste är december, med 19 mm nederbörd.